# Quadrilha (banda)
Sebastião Manuel Duarte Antunes mentor, compositor, letrista e intérprete da banda Quadrilha. A
Quadrilha é uma banda portuguesa de música folclórica, cujo estilo resulta da fusão de elementos da música tradicional portuguesa e da música celta. Formada em 1991 por Sebastião Antunes, a banda é actualmente composta por Carlos Lopes (Acordeão), Emiliana Silva (Violino), Hugo Ganhão (baixo) e Mário João Santos (bateria e percussão).

## Biografia
O objectivo de Sebastião Antunes, mentor do que em tempos foram os "Peace Makers" e que, desde 1991, deu origem ao grupo Quadrilha, é fazer a fusão entre formas próprias da tradição portuguesa e uma certa sonoridade Celta. Por outro lado, tem uma preocupação - fazer chegar a música popular às classes etárias mais novas. Segundo o próprio, é muito importante que os jovens se identifiquem com a sua música e, acima de tudo, que sintam que é algo que lhes pertence.
A música da Quadrilha tem base em formas simples, tão simples quanto os motivos das suas canções. O modo descritivo expresso nas suas letras remete cada verso para uma parte da história que está a ser contada/cantada. Em alguns casos, como alguém já referiu, faz até lembrar o estilo do escritor Miguel Torga.
No entanto, a maneira como o demonstram revela um apego à alma e está repleta de sentimentos: os homens do mar e as suas crenças, as gentes da terra e as suas lendas, as histórias contadas à lareira, as moças brejeiram, as sortes da lua, os encantos da noite. São algumas das muitas razões que levam estes amantes da música popular portuguesa a fazer a festa onde quer que sejam chamados. A Quadrilha vai fazendo histórias que reforçam a crença numa terra que tem tudo para nos dar. Umas vezes em tom de grande folia, outras na ternura e na calma de uma balada, mas sempre com o som único da banda.
O primeiro disco, “Contos de Fragas e Pragas”, editado em 1992, representa a concretização de Sebastião Antunes ter o seu próprio projecto. Três anos mais tarde, a confirmação de que o grupo poderia crescer vem com o segundo disco, “Até o Diabo Se Ria”. Este crescimento, aliás, acentua-se ainda mais com o “Entre Luas”, o terceiro disco, no qual a Quadrilha define-se melhor em termos sonoros, já que os instrumentos utilizados contribuem para o conceito musical que Sebastião tinha em mente.
Misto de sonoridades inebriantes onde se destacam a voz, o violino, a concertina e as flautas, sobre uma base rítmica forte, a Quadrilha consegue aliar às melodias tradicionais à modernidade e sonoridade derivadas da “pop."
No início de 2000, surge o novo disco “Quarto Crescente”, com produção de Guilherme Inês. A grande diferença em relação aos discos anteriores é a sonoridade que para além da introdução de instrumentos como a sanfona, a gaita-de-foles e a harpa celta, parte, também, de uma nova formação: dos cinco elementos do grupo, três deles são novos e de áreas tão diferentes como o jazz, a música clássica e a dance music. É um trabalho coeso e apaixonante que evidencia a maturidade alcançada pela banda após largos anos de palcos e estúdios.
Em Novembro de 2003 a Quadrilha lança no mercado o seu novo disco "A Cor da Vontade". Mais interventivo, mais maduro, mantém a solidez de uma base acústica inspirada nas raízes celtas.
As canções, essas, umas vezes são interpretadas em tom de grande folia, outras traduzem-se na ternura e na calma de uma balada, mas sempre com o som único da banda. Oriundos dos mais diversos lugares como Escócia ou Holanda, por exemplo, e de áreas musicais tão diferentes como o jazz, a música clássica, a “pop”, são estes músicos que também contribuem para que ao vivo, no espectáculo da Quadrilha, se respire uma universalidade de sons enriquecedores.
Em finais de 2006, após gravações em Janeiro, em Almada, a Quadrilha lança o seu tão esperado disco ao vivo. "Deixa Que Aconteça" é o título de marca que nos presenteia com a história de uma carreira. Com este disco, editado pela V&A, estamos perante um recomeço: um acréscimo de responsabilidade pois o mundo actual exige uma atenção especial aos temas que preocupam esta “Aldeia Global”, aos quais Sebastião Antunes está atento. A outra revelação é o seu desempenho como produtor musical. Com este novo disco, o líder da Quadrilha arrisca numa nova área não só pela sua experiência mas também pelo facto de poder estar mais próximo do resultado sonoro final.
Em 2009 Sebastião Antunes, edita através da V&A uma nova aventura, o álbum "Cá Dentro" onde as tradições representam uma raíz de saber, Sebastião Antunes revisita um pouco do nosso passado, da música celta, do lado das mediterrâneas, das tradições Europeias sem esconder a sua paixão pelos sons tradicionais portugueses.
Três anos depois da sua estreia a solo, e seis anos após da última edição da Quadrilha, Sebastião Antunes e companhia estão de regresso "Com um Abraço". Para o álbum "Com um Abraço", Sebastião Antunes, exímio embaixador da música tradicional portuguesa, convidou um grupo variado de artistas estrangeiros com residência em Portugal para trazerem um pouco da sua interpretação aos temas compostos por si. Tito Paris, Pumacayo Conde ou Orlando Santos são alguns dos nomes que responderam ao convite. Também os Galandum Galundaina, grupo de música portuguesa, animou a "Cantiga da Burra".
De "Com um abraço" destaca-se também a forte influência que a viagem ao Mali, que Sebastião Antunes fez, teve na composição deste disco. A descoberta da semelhança da música tuaregue com a música tradicional portuguesa pode ser vista na versão apresentada de "Senhora do Almortão" ou em "Canção para Ali", dedicada a Ali Farka Touré. Ainda em 2013 apresentam-se no CCB em concerto comemorativo dos 20 Anos, concerto gravado para a RTP/RDP Antena 1,
Concertos Antena 1
Em 2015 Sebastião Antunes & Quadrilha editam pela AVM Editions,
Proibido Adivinhar.
o novo álbum de vem cheio de surpresas e novas abordagens à música que sempre motivou este colectivo, a música de tradição portuguesa. Entre temas originais e versões de músicas trazidas pelo tempo através da tradição a Quadrilha apresenta neste trabalho composições que apesar de novas são representativas das influências que marcaram as várias fases do grupo. Actualmente assume a sua urbanidade e até pisca o olho às coisas novas da electrónica. “Proibido Adivinhar” é produzido por Luís Peixoto e tem as participações de Carlos Guerreiro, os samplers do Quiné, Sofia de Portugal, Tânia Cardoso, Ana Mendes, Ana Nobre, Patrícia Marques, Rita Santos, Raquel Esteves e Diana Henriques, Orlando Murteira, Gonçalo Pratas, Miguel Quitério e Miguel Simões. Uma participação mágica da cantora saharoui Mariem_Hassan.
Entre alguns espectáculos ao longo de 25 anos, destaque para o
FMM - Festival Músicas do Mundo.

## Membros

### Actuais
- Sebastião Antunes - voz, guitarra acústica, bouzouki, ngoni
- Carlos Lopes - acordeão
- Emiliana Silva - violino
- Hugo Ganhão - baixo
- Mário João Santos - bateria, percussão

### Convidados
- Tiago Pereira - bombo, caixa
- Luís Peixoto - bandolim, cavaquinho, bouzouki, sanfona

### Ex-membros
- Amadeu Magalhães - bandolim, gaita-de-foles e flauta
- João Ramos - violino, tin whistle
- Nick Cook - violino
- Marta Barbero - violino, voz
- Paulo Marques - piano, sintetizador, acordeão e voz
- Pierre Escodo - concertina, acordeão e teclados
- Rui Nunes - baixo
- António Olivença - baixo
- João Frias - baixo
- Rui Rechena - baixo
- Felipe Fontenelle - baixo
- Robbie de Lacroix - bateria
- Jorge Costa - bateria (actualmente baterista de Quinta do Bill)
- Luís Bento - bateria
- Ricardo Mingatos (Bob) - bateria, percussão
- Nuno Moreno - bateria, percussão

## Discografia

### Álbuns de estúdio
- 1992 - Contos de Fragas e Pragas - Ovação OV-029
- 1995 - Até o Diabo Se Ria - Polygram/Polydor 527573 - 2
- 1997 - Entre Luas - Ovação 138 CD
- 1999 - Quarto Crescente - Vachier & Associados V&A 002
- 2003 - A Cor da Vontade - Vachier & Associados V&A 200309
- 2012 - Com Um Abraço - Vachier & Associados V&A 201223
- 2015 - Proibido Adivinhar - AVM Music Editions AVM 003
- 2019 - Perguntei ao tempo - AVM Music Editions AVM 026

### Álbuns ao vivo
- 2006 - Ao Vivo - Deixa que Aconteça - Ovação/Vachier & Associados 514 CD

### Álbuns a solo
- 2009 - Cá Dentro - Vachier & Associados V&A 200911
- 2017 - Singular - AVM Music Editions AVM 010